# Черноцкое
Черноцкое (бел. Чарноцкае) — деревня в Осовецком сельсовете Мозырского района Гомельской области Республики Беларусь.
На юге граничит с лесом.

## География

### Расположение
В 13 км на восток от Петрикова, 14 км от железнодорожной станции Муляровка (на линии Лунинец — Калинковичи), 204 км от Гомеля.

### Гидрография
На севере река Припять (приток реки Днепр).

## Транспортная сеть
Транспортные связи по просёлочной, затем по автодорогам, которые отходят от Петрикова. Планировка состоит из прямолинейной улицы, ориентированной с юго-запада на северо-восток. Застроена деревянными усадьбами.

## История
Основана в начале XX века переселенцами из соседних деревень. В 1932 году организован колхоз. 21 житель погиб на фронтах Великой Отечественной войны. Согласно переписи 1959 года в составе совхоза «Припятский» (центр — деревня Велавск).
До 1 июня 2021 года входила в состав Петриковского района. Указом Президента Республики Беларусь от 5 апреля 2021 года № 136 «Об административно-территориальном устройстве Витебской, Гомельской и Могилёвской областей» с 1 июня 2021 года деревня Черноцкое включена в состав Мозырского района.

## Население

### Численность
- 2004 год — 17 хозяйств, 46 жителей.

### Динамика
- 1925 год — 26 дворов.
- 1959 год — 164 жителя (согласно переписи).
- 2004 год — 17 хозяйств, 46 жителей.